# Borisovo-Sudskoe
Borisovo-Sudskoe (in russo Борисово-Судское?) è un centro abitato dell'Oblast' di Vologda, situato nel Babaevskij rajon. La popolazione era di 1 897 abitanti al 2002.

## Geografia
Si trova sul fiume Suda, a 62 km da Babaevo.